# ライヴ・イン・ニューヨーク'97
『ライヴ・イン・ニューヨーク'97』（原題：Live in NYC '97）は、アメリカ合衆国のブルース・ミュージシャン、ジョニー・ウィンターが1997年に録音・1998年に発表したライブ・アルバム。『狂乱のライヴ』（1976年）以来22年振りに発表された、ソロ名義の公式ライブ・アルバムである。

## 解説
ブルースの楽曲のカヴァーから成る内容で、ウィンターはCDのブックレットに「私がこのライブ・レコーディングのために選んだ曲は、私のショウを見に来てくれることで私をサポートしてきた総てのファンに捧げられたものである」というメッセージを記載している。音楽評論家のStephen Thomas Erlewineはオールミュージックにおいて「ライブ・アルバムのありがちなパターンを踏襲せず、ヒット曲の代わりにファンに人気の曲やカヴァーを提供しており、そのことによってより興味深く聴ける」「ハードコアなファンが長年にわたり求めてきたライブ・アルバムであり、期待を裏切らない作品」と評している。
『ビルボード』のブルース・アルバム・チャートでは7位に達した。

## 収録曲
1. 9.はインストゥルメンタル。
1. ハイダウェイ - "Hideaway" (Freddie King, Sonny Thompson) - 7:29
2. セン-セイ-ション／ガット・マイ・モジョ・ワーキング - "Sen-Sa-Shun / Got My Mojo Working" (F. King, S. Thompson / Preston Foster) - 6:53
3. 女はブギーで泣く - "She Likes to Boogie Real Low" (Frankie L. Sims, Joe Corona) - 6:39
4. ブラック・ジャック - "Black Jack" (Ray Charles) - 8:20
5. ジャスト・ア・リトル・ビット - "Just a Little Bit" (John Thornton, Piney Brown, Ralph Bass, Earl Washington) - 5:10
6. ザ・サン・イズ・シャイニング - "The Sun Is Shining" (Jimmy Reed, Calvin Carter, Ewart Abner) - 6:14
7. ザ・スカイ・イズ・クライング - "The Sky Is Crying" (Elmore James) - 7:19
8. ジョニー・ギター - "Johnny Guitar" (Johnny "Guitar" Watson, Johnny Winter) - 4:32
9. ドロップ・ザ・ボム - "Drop the Bomb" (Snooks Eaglin) - 5:17

## 参加ミュージシャン
- ジョニー・ウィンター - ボーカル、ギター、スライドギター
- マーク・エプスタイン - ベース、バッキング・ボーカル
- トム・コンプトン - ドラムス